# Iceliopsis borgmeieri
Iceliopsis borgmeieri là một loài ruồi trong họ Tachinidae.